# Georgi Pawlowitsch Timtschenko
Georgi Pawlowitsch Timtschenko (russisch Георгий Павлович Тимченко, ukrainisch Георгій Павлович Тимченко/Heorhij Pawlowytsch Tymtschenko; * 8. Dezember 1912 in Luhansk; † 23. März 1991 in Moskau) war ein sowjetischer Konteradmiral. Von 1967 bis 1970 leitete er in Baku die Kaspische Rotbanner-Offiziershochschule der Seestreitkräfte S.M. Kirow der Sowjetischen Seekriegsflotte als ihr 10. Kommandeur.

## Leben
Timtschenko begann im September 1930 seinen Dienst in der Seekriegsflotte als Kursant der Frunse-Seeoffiziersschule und absolvierte sie im Juli 1934. 1940 wurde er Mitglied der KPdSU. Von 1934 bis 1935 diente er als 1. Offizier auf einem Torpedoschnellboot, von März bis Juni 1935 als Adjutant des Kommandeurs der 3. Seebrigade, von Juni 1935 bis September 1936 als Truppführer, von September 1936 bis Februar 1939 als Gruppenführer und anschließend bis April 1942 als Stabschef einer Torpedoschnellbootdivision der Pazifikflotte. Die Kommandofakultät der Woroschilow-Seekriegsakademie schloss er nach fast zweijährigem Besuch im Januar 1944 mit „Auszeichnung“ ab.
Als Teilnehmer des Großen Vaterländischen Krieges fand er von Januar 1944 bis April 1946 als Stabschef einer Torpedoschnellbootbrigade der Baltischen Flotte und von April 1946 bis September 1947 der 4. Baltischen Flotte Verwendung. Anschließend kommandierte er die 1. Torpedoschnellbootbrigade der 4. Flotte bis November 1948. Dem folgte eine Tätigkeit in der Hauptverwaltung für Aufklärung des Generalstabes der Streitkräfte von November 1949 bis Juli 1949. Die folgenden drei Jahre arbeitete Timtschenko als Marineattaché an der  sowjetischen Botschaft in Großbritannien. Nach seiner Rückkehr wurde er Kommandeur der 25. Torpedoschnellbootdivision (1952 bis 1954). 1953 wurde er zum Konteradmiral ernannt. Nach einem weiteren Besuch der Seekriegsakademie von November 1954 bis September 1956 war er drei Jahre an der sowjetischen Botschaft in der Türkei als Marineattaché tätig. Von Dezember 1959 bis Dezember 1960 kommandierte er den Amur-Flussflottenstützpunkt und von 1960 bis 1962 eine Schiffbau- und Instandhaltungsbrigade der Pazifikflotte. Von Juli 1962 bis März 1964 leitete er eine Ausbildungsgruppe der Schwarzmeerflotte. Von März 1964 bis Februar 1967 diente er als stellvertretender Kommandeur der Kaspische Rotbanner-Offiziershochschule der Seestreitkräfte S.M. Kirow und übernahm anschließend bis zu seiner Versetzung in den Ruhestand im Oktober 1970 ihre Leitung.

## Auszeichnungen
- Leninorden (1954)
- Rotbannerorden (1944, 1950)
- Orden des Vaterländischen Krieges I. Klasse (1944, 1985)
- Orden des Roten Sterns (1945)
- Uschakoworden 2. Klasse (23. Mai 1945)[2]
- weitere Medaillen und ausländische Auszeichnungen